# عبدالرحمن خل
عبدالرحمن خل (به انگلیسی: Abdur Rahman Khel) در پاکستان است که در مناطق قبیله‌ای فدرال واقع شده‌است.